# Bundesverband Geriatrie
Der Bundesverband Geriatrie e. V. (BV Geriatrie) ist ein deutscher Spitzenverband im Gesundheitswesen und die zentrale verbandspolitische Vertretung der auf die geriatrische Versorgung spezialisierten Einrichtungen und Fachabteilungen in Deutschland. Zudem bestehen erste Partnerschaften in Österreich und der Schweiz. Der BV Geriatrie vertritt die Interessen von knapp 400 Mitgliedseinrichtungen mit rund 20.000 Betten beziehungsweise Behandlungsplätzen gegenüber der Politik und der Öffentlichkeit. Mitgliedseinrichtungen sind Krankenhäuser, Rehabilitationskliniken sowie Anbieter ambulanter und mobiler Versorgungsformen. Im Jahr 2011 öffnete sich der Verband auch für den fachspezifischen niedergelassenen Bereich. Ziel des Verbandes ist es, die fachspezifische Versorgung zu fördern und das Fachgebiet Geriatrie zu stärken. Der BV Geriatrie ist als eingetragener Verein organisiert. Darüber hinaus gibt es 15 Landesverbände in den jeweiligen Bundesländern. Die Geschäftsstelle hat ihren Sitz in Berlin.

## Geschichte
Auf Initiative des Bundesministeriums für Arbeit und Sozialordnung gründete sich 1993 die „Bundesarbeitsgemeinschaft der geriatrischen Rehabilitationseinrichtungen e. V.“ – zunächst mit 19 Mitgliedern. Die Entwicklung konzeptioneller Grundlagen und einheitlicher Qualitätskriterien für die geriatrische Versorgung und der bedarfsgerechte Auf- und Ausbau geriatrischer Versorgungsstrukturen lag anfangs im Fokus der Verbandsarbeit.  
1997 erfolgte eine Namensänderung zu „Bundesarbeitsgemeinschaft der Klinisch-Geriatrischen Einrichtungen e. V.“. Hintergrund war damals unter anderem, die beiden zentralen Säulen der stationären geriatrischen Versorgungslandschaft – Geriatrien an Krankenhäusern und in Rehabilitationseinrichtungen – in der Verbandsarbeit wie auch in der Außendarstellung stärker integrieren zu wollen. Nach dem weiteren Ausbau der Verbandsstrukturen beschloss die Mitgliederversammlung im Jahr 2008 eine Umbenennung in „Bundesverband Geriatrie“. 
Der Verband entwickelte geriatrische Versorgungsstrukturen. Zudem wurden das Qualitätssiegel Geriatrie, ein spezielles Qualitätsmanagementverfahren für geriatrische Einrichtungen, und das zertifizierte Fort- und Weiterbildungsprogramm „ZERCUR Geriatrie“ für Mitglieder des interdisziplinären Teams, wie etwa Angehörige der Gesundheitsfachberufe, Ärzte, Psychologen, Sozialarbeiter, Sozialpädagogen, Sprachtherapeuten, Dipl.-Gerontologen und Mitarbeiter des Sozialdienstes, vom Verband entwickelt.
Die jährlich aktualisierte Reihe „Kodierhandbuch Geriatrie“ dient als Kodierhilfe, insbesondere für geriatrisch spezialisierte Fachkräfte. Das Kodierhandbuch stellt Informationen für die Kodierung in der Geriatrie, in Ergänzung zu den Deutschen Kodierrichtlinien sowie den Klassifikationssystemen ICD-10-GM und Operationen- und Prozedurenschlüssel (OPS), zur Verfügung.
Das Weißbuch Geriatrie gab der BV Geriatrie im Jahr 2010 heraus. Es stellt die Versorgungssituation beziehungsweise -bedarf geriatrischer Patienten in Deutschland dar.

## Aufgaben
- Vernetzung mit Fachgesellschaften, Verbänden der Leistungserbringer und -träger, Vertretern der Zivilgesellschaft sowie der Politik
- Ansprechpartner für Politik und (Sozial-)Verbände bei gesundheitspolitischen Fragen
- Mitarbeit in Gremien und Facharbeitsgruppen
- kontinuierliche Entwicklung von Qualitätskriterien für geriatrische Einrichtungen
- Förderung der Aus-, Fort- und Weiterbildung von geriatrisch spezialisierten Fachkräften
- Förderung der Zusammenarbeit der Mitgliedseinrichtungen untereinander[6]
- Beratung der Mitglieder
- Stellungnahmen zu Gesetzesvorhaben, Gesetzen und Urteilen
- Beteiligung am jährlichen Vorschlagsverfahren zur Weiterentwicklung des DRG-Systems

## Verbandsarbeit/Publikationen
- Qualitätssiegel Geriatrie – Qualitätsmanagementverfahren speziell für geriatrische Einrichtungen
- Geriatrischer Versorgungsbund – Initiative zur konzeptionellen Weiterentwicklung geriatrischer Versorgungsstrukturen
- ZERCUR GERIATRIE – geriatriespezifisches Fort- und Weiterbildungsprogramm für Mitglieder des therapeutischen Teams
- atz – Alterstraumatologisches Zentrum – Initiative zur Sicherung und Förderung der Versorgungsqualität alterstraumatischer Patienten in der stationären Versorgung
- Gemidas Pro (Geriatrisches Minimum Data Set) – einzige bundesweite Datenbank zur Erfassung geriatrischer Behandlungsfälle
- Qualitätsnetzerk Geriatrie – Initiative zur Qualitätssicherung und -verbesserung teilnehmender Verbandsmitglieder
- DRG-Projektgruppe – Weiterentwicklung der Abbildung geriatrischer Leistungen im G-DRG-System gemeinsam mit der Deutschen Gesellschaft für Geriatrie sowie der Deutschen Gesellschaft für Gerontologie und Geriatrie
- Weißbuch Geriatrie – Standardwerk zur geriatrischen Versorgung in Deutschland
- Kodierhandbuch Geriatrie – Kodierhilfe für die Kodierung in der Geriatrie in Ergänzung zu den Deutschen Kodierrichtlinien, ICD-10-GM und Operationen- und Prozedurenschlüssel (OPS), enthält zudem ein leistungsrechtliches Kapitel
- Projekt TIGER – Transsektorales Interventionsprogramm zur Verbesserung der Geriatrischen Versorgung in Regensburg

## Mitgliedschaften
- Deutscher Pflegerat – Bundesarbeitsgemeinschaft Pflege- und Hebammenwesen
- Deutsche Vereinigung für Rehabilitation
- AG Med Reha  – Handeln für die Rehabilitation
- Deutscher Reha-Tag

## Fachliche Kooperationen
- Deutsche Gesellschaft für Geriatrie
- Deutsche Gesellschaft für Gerontologie und Geriatrie